# بهشت مکان
بهشت مکان، روستایی از توابع بخش همایجان شهرستان سپیدان در استان فارس ایران است.
این روستا توسط رودخانه گنبیل خشک به دو قسمت تقسیم شده.البته این رودخانه دائمی است چون سر چشمه اصلی رودخانه معمولاً در فصل تابستان خشک می‌شود داخل نقشه به این نام معروف است که البته در مسیر رودخانه با چشمه‌های فراوان این رود خانه دائما دارای اب است که اب مورد نیاز روستای بهشت مکان و ساران سفلی را تأمین می‌کند.
و اضافه اب این رود خانه در نهایت به سد درودزن ریخته می‌شود.
کار اصلی مردم روستا کشاورزی و دام داری است.

## جمعیت
این روستا در دهستان شش پیر قرار دارد و براساس سرشماری مرکز آمار ایران در سال ۱۳۸۵، جمعیت آن ۲۴۳ نفر (۵۱خانوار) بوده‌است.